# Oscar Schelin

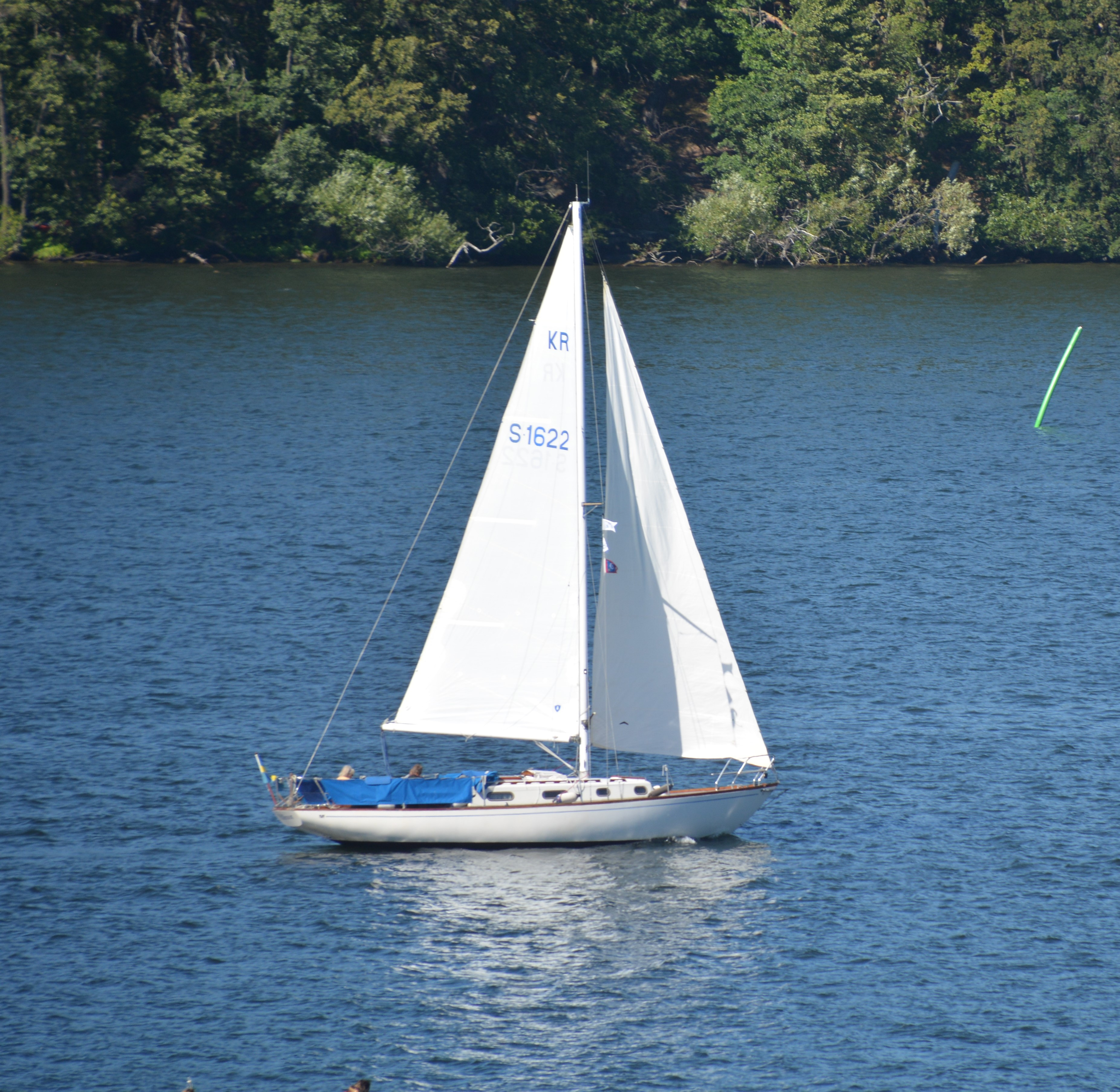
Schelinkryssare.

Oscar Vilhelm Schelin, född 25 januari 1895 i Kung Karls församling, död där 27 september 1980, var en svensk båtbyggare.
Oscar Schelin växte upp i Kungsör, där hans farbror hade en vagnmakarverkstad. Där började han vid 19 års ålder bygga båtar. Den första båten av en 22 kvadrat meters skärgårdskryssare för Kungsörs Segelsällskap, som var med om att grunda 1915. Konstruktör var Karl Einar Sjögren. Han studerade senare 1921 träbåtsbyggnad under åtta månader i Brooklyn i New York USA.
Båttillverkningen av framför allt segelbåtar i Kungsörs Båtvarv flyttade 1922 till egna lokaler på Kristineberg vid Arbogaån i Kungsör. År 1938 flyttade varvet till Tegeludden vid Arbogaåns mynning i Mälaren.
Vid mitten av 1960-talet konstruerade Oscar Schelin Schelinkryssaren, i samverkan med Tore Holm och med amerikanen Norman G. Owens (1912–2008) beträffande riggen. Några exemplar i mahogny tillverkades först på varvet, men sedan övergick man till skrov i glasfiberarmerad plast, som till att börja med legotillverkades i Kungsör och färdigställdes på varvet. Senare flyttades tillverkningen av dessa plastbåtar, då som halvfabrikat, till Norrbottens Plastindustri, senare AB Norrlandsplast, i Karlsvik i Luleå.
Oscar Schelins barn Per och Göran Schelin tog över varvet efter hans död. Senare har familjeföretaget drivits av Pers son Stefan Schelin (född 1953).